# 伊斯庫舒班區
伊斯庫舒班區是索馬利亞的一個區，位於該國東北方的巴里州，首府為伊斯庫舒班。

## 外部鏈結
- 伊斯庫舒班區行政區域圖 （页面存档备份，存于）